# پراترشویل، میسوری
پراترشویل (به انگلیسی: Prathersville) یک روستا (ایالات متحده آمریکا) در ایالات متحده آمریکا است که در شهرستان کلی، میزوری واقع شده‌است.
 پراترشویل ۵٫۸۳ کیلومتر مربع مساحت و ۱۲۴ نفر جمعیت دارد و ۲۳۰ متر بالاتر از سطح دریا واقع شده‌است.